# Pedro II de Aragón
Pedro II de Aragón, apodado «el Católico» (Huesca, julio de 1178-Muret, actual Francia, 13 de septiembre de 1213), fue rey de Aragón (1196-1213), conde de Barcelona (1196-1213) y señor de Montpellier (1204-1213). Era hijo de Alfonso II el Casto de Aragón y Sancha de Castilla.

## Biografía
Nació, casi con toda probabilidad en el mes de julio de 1178 en Huesca, ciudad en la que estaba su padre Alfonso II que ese mismo mes otorgó al menos dos documentos. Recibió el bautismo en la catedral de Huesca. Su infancia transcurrió en la capital altoaragonesa criado por su ama Sancha de Torres.
Pedro II gobernó como rey de Aragón, conde de Barcelona y señor de Montpellier; según Iglesias Costa esto suponía asumir el reconocimiento sobre Sobrarbe y Ribagorza, aunque esos títulos se omitieron desde Alfonso II. Estos eran antiguos condados ya unidos al Reino de Aragón en tiempos de Ramiro I.
En líneas generales, el reinado de Pedro II estuvo dedicado a la política en los territorios transpirenaicos con algunos resultados pero finalmente fracasada, lo que, aparte de la merma de recursos financieros y el endeudamiento de la corona durante su reinado, determinó una menor atención a la frontera hispánica, si bien logró diferentes posiciones avanzadas en territorio andalusí, como Mora de Rubielos (1198), Manzanera (1202), Rubielos de Mora (1203), Camarena (1205) y Serreilla, El Cuervo, Castielfabib y Ademuz (1210); lo que supuso un papel político de apoyo a una acción cristiana conjunta que frenara la fuerza del poder almohade en la península. En este sentido, participó activamente junto a Alfonso VIII de Castilla y Sancho VII de Navarra en la campaña que culminó en la batalla de Las Navas de Tolosa en 1212, un triunfo cristiano, según muchos expertos decisivo, y de gran resonancia ya en aquellos momentos.
Pedro II renovó la infeudación o vasallaje de Aragón a San Pedro (al igual que ya hicieran tiempo atrás Sancho Ramírez y Pedro I) con su coronación por el papa Inocencio III en el monasterio de San Pancracio de Roma en noviembre de 1204, adquiriendo también el compromiso de la concesión al Papado de una suma anual. Esta política de legitimación papal le convirtió en el primer monarca del reino que fue coronado y ungido. A partir de él y por concesión de la Santa Sede en bula dictada el 6 de junio de 1205, los monarcas aragoneses debían ser coronados en la Seo de Zaragoza de manos del arzobispo de Tarragona tras solicitar la corona al Papa (formalidad que implicaba el permiso de Roma), haciéndose extensiva esta prerrogativa a las reinas en 1206.
Casado en 1204 con María de Montpellier, un matrimonio guiado por sus intereses en el mediodía francés que le proporcionó la soberanía sobre la ciudad de Montpellier, su escasa vida marital estuvo a punto de crear una situación de crisis sucesoria por falta de heredero. La reina María dio finalmente un hijo, Jaime I, que garantizó la continuidad de la dinastía aunque hubo un intento de divorcio ya en el 1206, que el papa no concedió, para casarse con María de Montferrato, heredera nominal del reino cruzado de Jerusalén, por entonces inexistente ya en la práctica.
Murió el 13 de septiembre de 1213 en la batalla de Muret, cerca de Toulouse.

## Política occitana

### Herencia occitana

Occitania y la Corona de Aragón en 1213, en vísperas de la batalla de Muret

Pedro II no renunció a la política en Occitania y con él se dan, a la vez, la culminación y el fracaso de esa política en la Corona de Aragón que, heredada de la casa condal de Barcelona desde el siglo xi y las campañas con ayuda de magnates ultrapirenaicos de Alfonso I de Aragón, su padre Alfonso II había acrecentado en su doble condición de conde de Barcelona y Rey de Aragón.
Ramón Berenguer I había iniciado, en oposición a los condes de Tolosa, una política de penetración en Occitania del condado de Barcelona con la adquisición de los territorios de los condados de Carcasona y Rasés (más tarde perdidos a manos de los Trencavel), que continuó en el siglo xiii con Ramón Berenguer III y IV, consolidando su posición en la zona como condes de Provenza y obteniendo, entre 1130 y 1162, el vasallaje de numerosos señores en la zona.
Alfonso II, en el contexto de la expansión almohade (que actuaba de freno a la expansión hacia el sur en la península ibérica), pero ahora también como primer soberano titular de la Corona de Aragón (lo que le proporcionaba una base de poder territorial más amplia) había reforzado su presencia en Occitania frente al expansionismo del condado de Tolosa y estuvo «a punto de crear un reino pirenaico que englobara las cuencas del Ebro y del Garona». Pedro II será quien con más decisión lo intentará hacer realidad, culminando la tradición dinástica occitana ahora en un nuevo contexto de alianzas ante el intento de expansión en la zona de otra monarquía rival, los capetos.

### Política de alianzas
Pese a que el condado de Provenza, perteneciente a la Casa de Aragón, había sido asignado a su hermano Alfonso II de Provenza, Pedro II mantuvo su actividad en aquel complejo tablero de intereses marcado por su atomización política, el intento de expansión francesa sobre ella, el desarrollo del catarismo y los consiguientes conflictos con el papa Inocencio III, interesado en erradicarlo e imponerse en la zona.
En 1200 concertó el matrimonio de su hermana Leonor y Raimundo VI de Tolosa. En un concilio en Bagnères-de-Luchon de 1201, Bernardo IV de Cominges se hizo vasallo del rey de Aragón, a cambio de la entrega del Valle de Arán, que pertenecía al rey católico. En 1202 se celebró la boda del conde de Tolosa con la infanta Leonor. En 1204, Pedro II se casó con María, heredera del conde de Montpellier, teniendo además, como vasallo, a Ramón-Roger Trencavel, vizconde de Béziers y Carcasona. Ese mismo año intervino en la zona forzando una paz entre su hermano, el conde de Provenza, y el conde de Forcalquier, aliado de Pedro II.
Asimismo se hizo feudatario de la Santa Sede en noviembre de ese mismo año, sin duda con las miras puestas en desempeñar un papel político en la zona desde una posición de preeminencia y legitimidad, en su condición de rey coronado por el papa y distanciado del catarismo, contra el que tanto en Provenza como en Montpellier se tomaron algunas medidas, teniendo que sofocar en esta última ciudad una revuelta en 1206.
Por otro lado, interesado en una alianza con el Sacro Imperio Romano Germánico, comprometió a otra de sus hermanas, Constanza, con el rey de Sicilia Federico II Hohenstaufen, matrimonio que se culminó en 1210, para ser en 1212 coronados como emperadores del Sacro Imperio.

### El movimiento cátaro y la cruzada

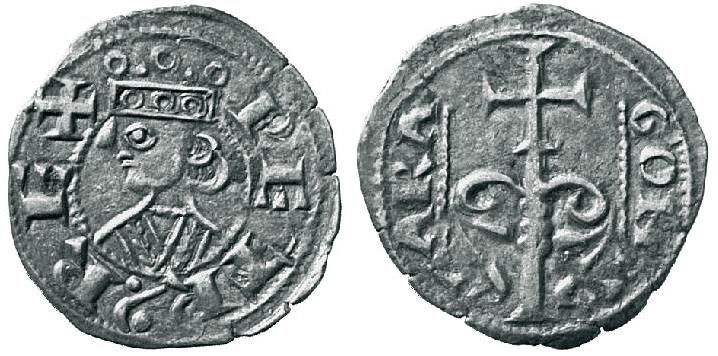
Dinero de Pedro II de Aragón (1205-1213). Anverso: Busto del rey coronado. Leyenda: PETRO REX. Reverso: Cruz procesional sobre vástago con florituras de ramas a los lados o «arbor ad modum Floris» (mal llamada "Encina de Sobrarbe", como se interpretó desde el). Leyenda a ambos lados del vástago: ARA-GON.

A lo largo de los siglos xii y xiii, la influencia del catarismo, una herejía cristiana con orígenes en Asia Menor y los Balcanes (paulicianos y bogomilos), se había ido extendiendo en el occidente latino y consolidado con fuerza en la llamada Occitania o territorios del actual mediodía francés, donde se estructuró una Iglesia cátara con varios obispados y cuyo epicentro era la zona de la ciudad de Albí, por lo que también se lo denomina movimiento albigense. La situación de coexistencia con esta iglesia rival, tolerada por los poderes de la zona (situación favorecida por la atomización del poder político y la ausencia de un centro de poder efectivo en Occitania, nunca logrado por el condado de Tolosa), amenazaba allí la hegemonía de la Iglesia romana.
Al mismo tiempo, la prosperidad occitana despertaba la ambición expansionista de la monarquía francesa de los Capetos y de sus baronías de la Isla de Francia, dispuestos a servirse de cualquier argumento para intervenir en los territorios de la Langue d'oc. Por su parte, Inocencio III encontró en la monarquía francesa el medio más favorable de atajar la «herejía» y reducir a sus prosélitos a la obediencia a Roma, por lo que se mostró siempre complaciente y predispuesto a favorecer las empresas del rey francés, a quien también apoyará en la batalla de Bouvines y en sus conflictos con Inglaterra. De esta comunión de intereses surgió la cruzada contra los albigenses que se empezó a fraguar a inicios del siglo xii y que finalmente el papa predicó en toda la cristiandad latina, con especial éxito en la Isla de Francia, legitimando al monarca francés en su política expansiva al enviar contra los territorios occitanos –considerados heréticos por Roma– un poderoso ejército mandado por Simón de Montfort bajo la denominación de Cruzada.

### El inicio de la cruzada
El acontecimiento que desató el conflicto fue el asesinato en enero de 1208 de Pierre de Castelnau, enviado a Toulouse como legado papal para mediar en nombre de Roma, que indujo al Papa a excomulgar al conde de Toulouse y promulgar la cruzada contra los albigenses.
La guerra «relámpago» en 1209 se dirigió inicialmente contra los vizcondados de la dinastía occitana Trencavel, donde se produjo la brutal toma de Béziers, con una matanza generalizada sin distinción de credo que quedó luego ilustrada en la célebre frase atribuida por las crónicas al legado papal Arnaud Amaury. Esta fase inicial de la cruzada acabó con el sitio y la subsiguiente toma de la ciudad de Carcasona en el verano de 1209, tras lo cual le fueron otorgadas al cruzado francés Simón de Montfort, por el propio legado papal, las tierras sometidas de la familia Trencavel. Desde sus nuevas posesiones mantendría una política de ataques y asaltos a los señoríos de la zona incluido el fracasado intento de toma de Toulouse en 1211 y comenzaba la persecución y quema de cátaros a través de la Inquisición, creada expresamente por Roma en 1184 con el objetivo de erradicar la llamada herejía cátara o albigense.

### Negociaciones de Pedro II
La situación creada generó entre los poderes occitanos un sentimiento de amenaza y repulsa ante la intervención francesa y la cruzada que era propicio para que Pedro II el Católico, como rey y vasallo del papado desde 1204, pudiera obtener una posición de prestigio en la zona actuando como intercesor ante el papado y protector ante Simón de Montfort (ya en la toma de Carcasona de 1209 evitó una matanza negociando con los cruzados una expulsión de los cátaros), prestigio acrecentado con su participación exitosa contra los musulmanes en las Navas de Tolosa. Habiendo obtenido el vasallaje del conde de Toulouse, Raimundo VI, y de otros poderes de la zona, desplegó una política de pacificación concertando el matrimonio de su hijo, el futuro Jaime I, con la hija de Simón de Monfort, entregándole a este, como garantía, la tutela del joven príncipe y único heredero del linaje, que permaneció en Carcasona. Asimismo negoció con Arnaud Amaury, ahora obispo de Narbona y también presente en la campaña de las Navas, la convocatoria de un sínodo en Lavaur para intentar la reconciliación.

## La batalla de Muret y la muerte del rey
Tras el fracaso de la reconciliación entre occitanos y Simón de Montfort, Pedro II se declaró protector de los señoríos occitanos amenazados y de Toulouse. Pese a que su hijo permanecía bajo tutela en poder de Simón de Montfort y la excomunión de Inocencio III, que había optado finalmente por apoyar la causa francesa, reunió finalmente un ejército en sus reinos y territorios peninsulares con el que pasó los Pirineos y junto a los aliados occitanos puso cerco a la ciudad de Muret, donde acudió Simón de Montfort. Partiendo de una situación ventajosa en cuanto a fuerzas y avituallamientos, en la campaña, parece ser, sus huestes actuaron con precipitación y desorganización sin esperar la llegada de todos los contingentes. Resultaría muerto al ser aislado por los caballeros franceses en un combate en el que el rey ocupaba una posición de peligro en la segunda escuadra, en lugar, según era lo habitual, de situarse en la retaguardia. La muerte del rey trajo el desorden y la desbandada entre las fuerzas tolosano-aragonesas y la consiguiente derrota. Muret supuso el fracaso y abandono de las pretensiones de la Corona de Aragón sobre los territorios ultrapirenaicos y, según el autor Michel Roquebert, el final de la posible formación de un poderoso reino aragonés-occitano que hubiera cambiado el curso de la historia de Francia y España.
El cadáver del rey aragonés, que había sido excomulgado por el mismo Papa que lo había coronado, fue recogido por los Caballeros Hospitalarios y luego enterrado en la Iglesia que la Orden poseía en Toulouse, hasta que en 1217, una bula del Papa Honorio III autorizó el traslado de sus restos, siendo custodiando temporalmente en el hospital de Santa Cristina en Somport, y finalmente en el Real Monasterio de Santa María de Sigena, donde fue inhumado fuera del recinto sagrado.

## El joven Jaime, heredero de la corona de Aragón
El hijo de Pedro II y heredero al trono, el Infante Jaime, que en aquel momento contaba 5 años de edad, se encontraba bajo la custodia de Simón de Montfort. Jaime quedó huérfano de padre y madre, ya que ese mismo año su madre, la reina María de Montpellier, falleció en Roma, a donde había viajado para defender la indisolubilidad de su matrimonio. 
Ante esta situación, los nobles aragoneses y catalanes posiblemente solicitaran la restitución del joven heredero a Simón de Montfort. Se envió una embajada del reino a Roma para pedir la intervención de Inocencio III quien, en una bula y por medio del legado Pedro de Benevento, exigió contundentemente a Simón de Montfort la entrega de Jaime que se produjo finalmente en Narbona en la primavera de 1214, donde le esperaba una delegación de notables de su reino, entre los cuales se encontraba Guillem de Montredon, maestre del Temple en Aragón encargado de su tutela.
Siendo un niño, Jaime I de Aragón cruzará por primera vez los Pirineos para ser, junto a su primo, Ramón Berenguer V de Provenza, formado y educado con los templarios de Aragón en Monzón, deteniéndose antes en Lérida, donde le juran fidelidad unas Cortes conjuntas de Aragón y Condado de Barcelona.

## Matrimonios y descendencia
Se casó con María de Montpellier en 1204 con quien tuvo a un solo hijo:
- Jaime I de Aragón Montpellier, 2 de febrero de 1208, Alcira, 27 de julio de 1276), rey de Aragón, de Valencia y de Mallorca, conde de Barcelona, de Urgel y señor de Montpellier.

Con una mujer noble desconocida:
- Constanza (?-1252) fue una hija natural y se casó con Guillermo Ramón II de Montcada, senescal de Barcelona el 7 de noviembre de 1212, y dándoles como dotes las villas y castillos de Serós, Aitona y Soses, falleció en el 1252 y fue enterrada en el panteón de los Moncada en la Seo Vieja.

Con una mujer desconocida, aunque autores como Martin Aurell defienden que es hermano de Constanza, ambos hijos de «Una dama de Sarroca» aunque no hay pruebas de ello:
- Pedro del Rey(¿?-1254) fue canónigo y sacristán de la catedral de Lérida, a quien también hay autores como Josep Trenchs y Òdena que le vinculan como padre de Jaime Sarroca, obispo de Huesca, Pedro del Rey, obispo de Lérida y de un tal Guillermo, notario, escribano y regente de la Cancillería, en vez de Jaime I de Aragón.[10]

Con una mujer desconocida:
- Sancha(¿?-¿?), se sabe que se casó con Pedro IV vizconde de Vilamur, a quien Pedro le cedió el 31 de diciembre de 1232, los castillos y villas de Ballobar, en la comarca del bajo Cinca, de Olvena, en el Somontano, y Alins del Monte, en la Litera, hasta el pago de 1500 morabetinos alfonsinos de oro de los 3000 prometidos de la dote de su mujer. Se sabe que tuvo tres hijos de este matrimonio:[10][23]
  - Sancha (¿?-1281) que casó en el 1260 con Arnaldo Roger I de Pallars Sobirá, de quien no tuvo hijos.
  - Ermesinda que casó con Bernardo de Eril y con quien tuvo sucesión
  - Pedro V, vizconde de Vilamur, que casó con Orpaix de Comenge, hermana de Arnaldo Roger I de Palllars Sobirá.

Según la tradición occitana el rey mantuvo con Azalaïs de Boissezon una relación amorosa.

| Predecesor: Alfonso II     | Rey de Aragón Conde de Barcelona 1196-1213                 | Sucesor: Jaime I |
| Predecesor: Guillermo VIII | Señor de Montpellier (Junto con su esposa María) 1204-1213 | Sucesor: Jaime I |